# Goryachiy Shokolad
Goryachiy Shokolad (en ucraniano: Гарячий Шоколад; en ruso: Горячий Шоколад, traducido al español como "chocolate caliente") es un grupo musical ucraniano de pop formado por el trío que componen Nadezhda Maystrenko, Yaroslava Miroshnichenko y Diana Seytmemetova. El proyecto fue creado por Dmytro Klimashenko y Andriy Pasichnik en 2008.
Desde su fundación han lanzado un álbum de estudio y varios sencillos, entre ellos los exitosos "Beregi", que fue certificado oro en Rusia con unas ventas de 100.000 copias, "Nevidima" o "Steny", los cuales han disfrutado de una activa presencia en televisión y radio de Rusia e Ucrania.

## Historia
Goryachiy Shokolad nació en 2008 como un proyecto de los productores musicales Dmytro Klimashenko y Andriy Pasichnik, representantes de DK Music y Moon Records, respectivamente.
Las integrantes del grupo son Tatiana Reshetnyak, Lyubov Fomenko y Alina Pilipenko. Goryachiy Shokolad era la primera experiencia musical para Lyubov Fomenko, sin embargo Tatiana Reshetnyak ya contaba con experiencia anterior en la música al haber interpretado versiones de artistas famosos en inglés. Por su parte, Alina Pilipenko se había dedicado a la gimnasia artística.
Garyachiy Shokolad participó en la final de la selección nacional de Ucrania para el Festival de la Canción de Eurovisión 2009 junto a otros grupos femeninos como NikitA, en la que finalmente ganó Svetlana Loboda. En ese mismo año lanzaron Beregi, su primer álbum de estudio a través de Moon Records, y con el que lograron un gran éxito en Ucrania y Rusia. El sencillo que da título al álbum, "Beregi", alcanzó la certificación de oro en Rusia al vender más de 100.000 copias.

## Discografía
- 2009 - Beregi ("Ten cuidado")